# Kimi to, Nami ni Noretara
Kimi to, Nami ni Noretara (japonês: きみと、波にのれたら) é uma animação japonesa produzida pela Science Saru e dirigida por Masaaki Yuasa. O filme teve sua premiere no Festival de Cinema de Animação de Annecy em 10 de junho de 2019, uma semana antes de seu lançamento no Japão em 21 de junho de 2019.

## Enredo
Hinako Mukaimizu é uma jovem de 19 anos que se muda para uma cidade costeira afim de cursar sua faculdade e praticar seu hobby favorito: surf, sem se preocupar muito com o futuro. Quando seu novo apartamento pega fogo, ela é resgatada por Minato Hinageshi, um bombeiro de 21 anos de idade e um forte senso de justiça. Hinako é atraída por sua personalidade confiável e rapidamente formam laços quando ele começa aprender a surfar. Com o passar do tempo, ambos começam a se apaixonar; porém, durante uma tempestade, Minato se afoga ao tentar resgatar uma pessoa.
Hinako se sente perturbada com sua morte, mas um dia, ela descobre que ele reaparece para ela em superfícies aquosas toda vez que canta "Brand New Story", uma canção que ambos costumavam cantar juntos. Inicialmente feliz que ambos possam se ver novamente, logo Hinako é confrontada com o fato de que ele não pode ser livre a não que ela siga em frente.

## Produção
O filme foi anunciado durante o Festival Internacional de Cinema de Tóquio em 2018, Masaaki Yuasa disse que a direção seria dele. Ele descreveu o filme como uma "simples comédia romântica" que terá "várias cenas divertidas", incluindo algumas exibindo o contraste entre fogo e água. Yuasa também comparou a vida com "surfar uma onda", usando isto como a base da história. O filme é animado pela Science Saru, um estúdio fundado por Yuasa junto de Eunyoung Choi. Reiko Yoshida é o roteirista, enquanto Michiru Oshima ficou no cargo de compositor da trilha sonora. Em janeiro de 2019, Rina Kawaei e Ryota Katayose da boy band Generations from Exile Tribe foram escalados como Hinako Mukaimizu e Minato Hinageshi, o filme é a primeira vez na qual Katayose atua como voz. Em fevereiro de 2019, Honoka Matsumoto e Kentaro Ito foram escalados como Yōko Hinageshi e Wasabi Kawamura, dois personagens secundários.
A música tema do filme é "Brand New Story" da boyband Generations from Exile Tribe. Um videoclipe animado pela Science Saru incluindo os membros da Generations from Exile Tribe e cenas do filme foi lançado em  21 de junho de 2019. Para promover o filme, uma adaptação em mangá de dois capítulos foi serializada na Deluxe BetsuComi por Machi Kiachi. A mesma contém a história original sobre o primeiro encontro de Hinako e Minato.

## Recepção
Matt Schley do The Japan Times deu ao filme quatro de cinco estrela, elogiando o "elenco charmoso", e mencionando que o filme era bastante "normal" para uma obra de Yuasa.

## Prêmios e nomeações
| Ano  | Prêmio                                     | Categoria       | Nomeado                   | Resultado |
| ---- | ------------------------------------------ | --------------- | ------------------------- | --------- |
| 2019 | Festival de Cinema de Animação de Annecy   | Contrechamp     | Kimi to, Nami ni Noretara | Pendente  |
| 2019 | Festival Internacional de Cinema de Xangai | Melhor Animação | Kimi to, Nami ni Noretara | Venceu    |